# Jan Huyghebaert
Jan, baron Huyghebaert, né le 6 avril 1945 à Uccle, est un homme d'affaires belge flamand.
Il fut membre du Groupe Coudenberg, un groupe de réflexion sur le fédéralisme belge. Il est membre du Groupe Bilderberg.
Il a une licence en philosophie, langues et littérature de l'université d'Anvers et est docteur en droit   de la Katholieke Universiteit Leuven (KUL).
Il est élevé au rang de baron par le roi Albert II de Belgique en 1994. Sa devise est Ubi Caritas et Amor.

## Carrière
Il fut conseiller du Premier ministre belge Leo Tindemans, et échevin du port d'Anvers (1978-1985).
Il fut président du comité d'administration de la Kredietbank (KBC) de 1985 à 1991 et président du conseil de direction de Almanij de 1991 à 2005. Depuis 2005, il est président du CA de KBC Groupe et de KB Luxembourg.
Il est membre du comité de direction de la Fédération des entreprises de Belgique (FEB). Il est président du Concours musical international Reine-Élisabeth-de-Belgique depuis le 26 novembre 2014.

## Distinctions
- 2025 :  Grand officier de l'ordre de la Couronne[2]